# Volksliedje

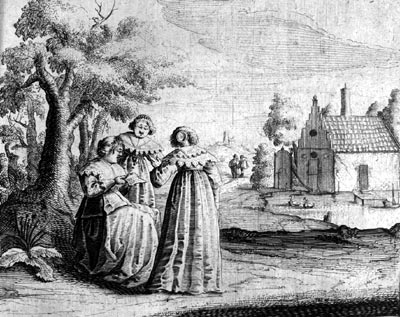
Drie zingende vrouwen met liedblad in de 17e eeuw (gravure uit Krul, Helena, 1634).

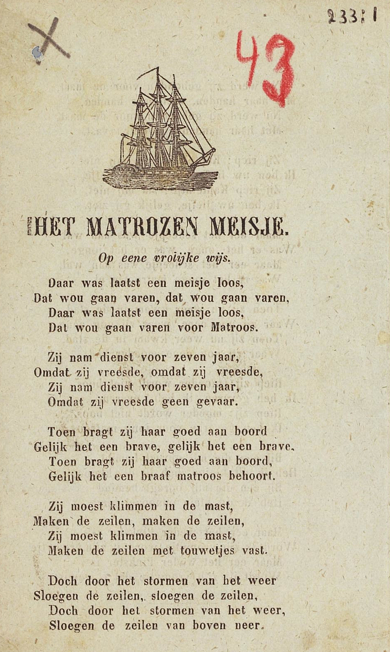
Liedblad met het volksliedje 'Daar was laatst een meisje loos', over een meisje dat als matroos gaat varen (collectie Meertens Instituut).

Volksliedjes zijn traditionele liedjes die door het gewone volk worden gezongen en mondeling worden doorgegeven. Het gaat om liedjes die eenvoudig te zingen zijn; die anoniem zijn overgeleverd; en waarvan, door de mondelinge overdracht, streekgebonden en tijdgebonden varianten zijn ontstaan in tekst en melodie. De ouderdom van deze liedjes is gewoonlijk niet meer vast te stellen.
Bekende Nederlandstalige volksliedjes zijn bijvoorbeeld: 'Aan d'oever van een snelle vliet', 'Daar was laatst een meisje loos', 'De boer had maar enen schoen', 'Des winters als het regent', 'Wel Anne-Marieken, waar gaat gij naar toe' en 'Zeg kwezelken, wilde gij dansen'.
Daarnaast werden er, vanaf de tweede helft van de negentiende eeuw, door bekende tekstdichters cultuurliedjes geschreven in de trant van volksliedjes, bestemd voor de actieve zangbeoefening, die ook wel met de term 'volksliedjes' worden aangeduid.
Het meest gebruikte liedboek in de twintigste eeuw met historische volksliedjes was Nederlands volkslied, samengesteld door J. Pollmann en P. Tiggers (1941), waarin ruim 280 liedjes zijn opgenomen. Het Nederlandse liedonderzoek van F. van Duyse resulteerde in het vierdelige standaardwerk Het oude Nederlandsche lied (1903-08), waarin hij de varianten en overleveringsgeschiedenis van ruim 700 liederen uitvoerig beschrijft.
Er valt een grote verscheidenheid aan genres onder het volkslied, waaronder zeemansliederen, kluchtliedjes, drinkliedjes, dansliedjes, soldatenliederen, lenteliedjes, afscheidsliederen, verhalende liederen, kinderliedjes, heiligenliederen, sinterklaasliedjes enzovoort. De Nederlandse Liederenbank bevat een verzameling van ruim 175 000 Nederlandstalige volksliedjes, die een indruk geeft van de verscheidenheid en de cultuur-historische waarde van het volkslied in de Nederlandse taal.

## Het begrip 'volkslied'

### Herkomst en afbakening van het begrip 'volkslied'

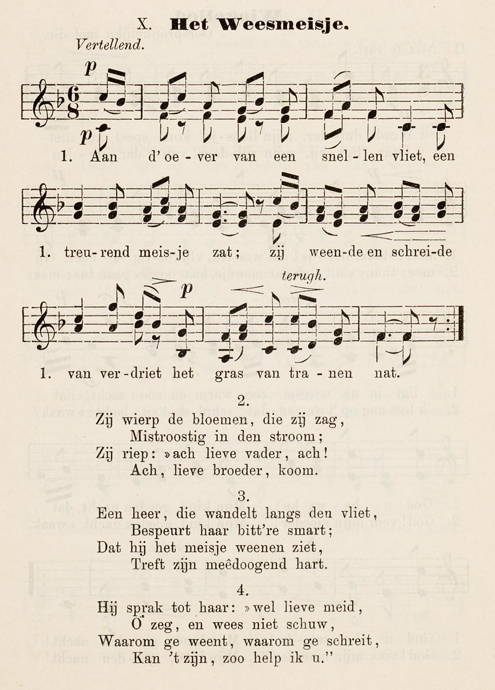
Liedblad met het liedje 'Aan d' oever van een snellen vliet', over de lotgevallen van een weesmeisje; met muzieknotatie (collectie Meertens Instituut).

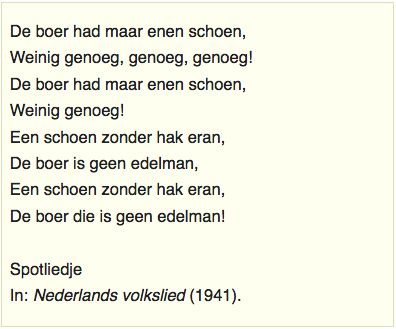
Spotliedje (7 strofen), oudste vindplaats ca. 1860. Muziek afspelen (midi, 17 sec.):
Bestand:Volksliedje-boer-schoen-weinig-genoeg-muziek.mid

Het begrip 'volkslied' stamt uit het Duits (Volkslied). Het woord werd voor het eerst gebruikt door in 1773 Johann Gottfried Herder, filosoof van de Romantiek.
Hij vertaalde hiermee het Engelse begrip 'popular song' (wat hij in het Duits weergaf als Popularlied of Volkslied). Hij probeerde hiermee een woord te vinden dat de lading dekte van een indertijd nieuw verschijnsel: het verzamelen en op schrift stellen van liedjes die leefden in de volksmond. De herkomst en ouderdom van deze liedjes was, door de mondelinge overlevering, niet meer vast te stellen. Dit was met name gedurende de negentiende eeuw een onderzoeksgebied en arbeidsveld van volkskundigen en liedonderzoekers, waar vanuit de idealen van de Romantiek veel waarde aan werd gehecht (zie hiervoor de paragraaf 'Geschiedenis van het Nederlandse volkslied').
In de eeuwen daarna bleek het erg moeilijk om een nauwkeurige definitie vast te stellen van wat een 'volkslied' is en welke liedjes er wel en niet onder vallen. De Amerikaanse Standard Dictionary of Folklore and Mythology (1949) geeft maar liefst 21 bepalingen.
De Duitse liedonderzoeker John Meier betoogde in 1935 dat volksliedjes oorspronkelijk cultuurliedjes waren (geschreven door een tekstdichter of liedschrijver), die volkläufig zijn geworden (in de volksmond zijn gaan leven), waarbij de herkomst en ouderdom in de vergetelheid zijn geraakt. Door de mondelinge overdracht ontstaan er variaties in tekst en melodie, waardoor het lied verandert van een individuele vorm in een gemeenschapsvorm. Daarom is volgens Meier de veranderlijkheid van vorm en inhoud, de voortdurende herschepping van het lied, wat leidt tot vele varianten (een liedcomplex), het hoofdkenmerk om een lied niet langer als cultuurlied, maar als volkslied aan te gaan duiden.
In 1954 werd er na langdurig beraad een uitgebreide omschrijving voorgesteld door de International Folk Music Council. En in het Duitse liedonderzoek werd er in de tweede helft van de twintigste eeuw een aantal kenmerken vastgesteld waarvan in ieder geval sprake moet zijn om een liedje te bestempelen als volksliedje.
Daarmee zijn er een aantal kenmerken te noemen waar een liedje in ieder geval aan moet voldoen om als volksliedje te worden aangemerkt.
- Het gaat om eenvoudige liedjes die makkelijk te zingen zijn
  - De tekst kent vaak veel herhaling, is makkelijk te onthouden
  - De melodie is voor een ongeschoolde stem goed te zingen
  - Het lied wordt eenstemmig gezongen
  - Het lied is geschikt om te zingen zonder instrumentale begeleiding (er zijn geen muzikale maten, waardoor er 'gaten' in de zang zouden vallen) en is dus geschikt voor de actieve zangbeoefening
  - Er kan gebruik worden gemaakt van muziekimitaties als 'tralala', 'tiereliere' of 'hopsasa faldera'
  - Het lied is niet bestemd voor uitvoering: het gaat om het zingen, niet om het ernaar luisteren (het heeft geen literaire of kunstzinnige, maar een sociale betekenis)
- Het lied wordt door het volk gezongen en doorgegeven
- Het lied is anoniem overgeleverd: bij de zangers van het lied is de maker ervan niet (meer) bekend
- Door de mondelinge overdracht zijn er streekgebonden en tijdgebonden (en soms culturele) varianten ontstaan in tekst en melodie, die samen een liedcomplex vormen
- Het lied kent een grote verspreiding: regionale verspreiding (binnen een taalgebied) of sociale verspreiding (binnen een groepering met een gedeelde identiteit, een zuil)
- Het gedeelde repertoire en de samenzang waartoe het volkslied uitnodigt, bevorderen het gemeenschapsgevoel
- Door overdracht door de generaties heen is er sprake van een ononderbroken lijn die het heden met het verleden verbindt

Het woordenboek Van Dale omschrijft een volkslied als volgt: "Een lied dat leeft in de mond van het volk; oud, overgeleverd lied. Vele volksliederen zijn pas in de 19de eeuw opgetekend. Bij het volkslied is de actieve zang het doel, het is er in de eerste plaats om gezongen, niet om gehoord te worden".

### Herkomst en ouderdom van volksliedjes
De herkomst, ouderdom en de oorspronkelijke vorm van tekst en melodie zijn voor volksliedjes over het algemeen niet meer vast te stellen. Het zijn liedjes die onder het volk blijkbaar geliefd genoeg waren om te worden gezongen en doorgegeven.
Van volksliedjes zou je kunnen zeggen dat het van oorsprong cultuurliedjes (nieuw geschreven door een liedschrijver voor de actieve zangbeoefening) of kunstliedjes (geschreven voor en gezongen door een uitvoerende artiest) zijn, die zich nu in de staat van een volksliedje bevinden (in een staat van doorgeven, verandering). Er is gewoonlijk geen antwoord mogelijk op de vraag wie de maker of wat de ouderdom van een volksliedje is. Een belangrijkere vraag volgens musicoloog Hartmut Braun is de mate van opname en verspreiding onder het volk - en daarmee de omarming en inbedding in de culturele uitingen van een te onderscheiden gemeenschap.

### Inhoud, genre en functie

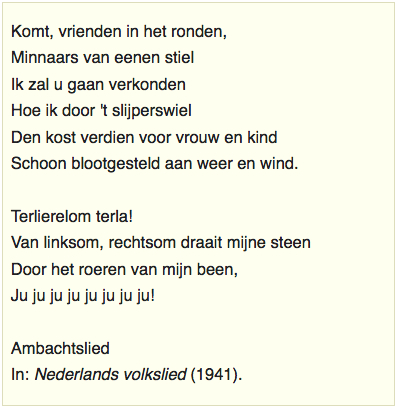
Ambachtslied (7 coupletten), oudste vindplaats 1783. Muziek afspelen (midi, 25 sec.):
Bestand:Volksliedje-komt-vrienden-ronde-stiel-muziek.mid

Inhoudelijk wordt er binnen het liedonderzoek een grove tweedeling aangehouden tussen enerzijds wereldlijke liedjes en anderzijds geestelijke liedjes (ook 'profane' en 'religieuze' liederen genoemd).
Veel volksliedjes gaan over het dagelijkse leven: werk en handenarbeid, algemeen menselijke gevoelens (liefde, afscheid), maatschappelijke omstandigheden, jaargetijden en natuur, geloof en idealen, feesten en ontspanning. Daarnaast zijn er ook liedjes over geïdealiseerde omstandigheden (idyllische natuur, liefde tussen een prins en prinses).
Het volkslied ken vele genres, die de inhoudelijke verscheidenheid van volksliedjes weerspiegelen: van zeemanslied tot kinderlied, van dageraadslied tot meilied, van liefdeslied tot afscheidslied en van kluchtlied tot adventslied.
Ook kan er onderscheid gemaakt worden naar functie van het lied: straatlied, danslied, drinklied, werklied, weeflied, heilied, enz.
Lijst van veel voorkomende genres binnen het volkslied
- abclied
- adventslied
- afscheidslied
- aftellied / aftelrijm
- ambachtslied
- avondlied
- ballade
- bedellied
- begrafenislied
- bespiegelend lied
- bruiloftslied
- carnavalslied
- dageraadslied
- danklied
- danslied
- devoot lied
- dialooglied
- driekoningenlied
- drinklied
- echolied
- gebedslied
- geestelijk lied
- gelegenheidslied
- gespeelkenslied
- geuzenlied
- gezelschapslied
- heilied
- heiligenlied
- herdenkingslied
- herderslied
- historielied
- jagerslied
- kampeerlied
- kermislied
- kerstlied
- kinderlied
- klaaglied
- klaplied
- kluchtlied
- knielied
- lentelied
- leugenlied
- liefdeslied
- liefdesklacht
- loflied
- marktlied
- marslied
- martelaarslied
- meilied
- moordlied
- moralistisch lied
- morgenlied
- nieuwjaarslied
- nonsenslied
- oogstlied
- oorlogslied
- oranjelied
- paaslied
- pelgrimslied
- pinksterlied
- politiek lied
- protestlied
- ramplied
- ratelaarslied
- rederijkerslied
- reuzenlied
- ruiterlied
- rommelpotlied
- rouwlied
- schutterslied
- seizoenslied
- sint-maartenslied
- sinterklaaslied
- slaaplied
- slijperslied
- soldatenlied
- spotlied
- stapellied
- straatlied
- strijdlied
- studentenlied
- tafellied
- toneellied
- triomflied
- vaderlands lied
- vastenavondlied
- verenigingslied
- verhalend lied
- verjaardagslied
- vermaanlied
- wachterlied
- wandellied
- welkomstlied
- wiegelied
- zeemanslied

De (nog veel uitgebreidere) lijst die wordt gehanteerd door de Nederlandse Liederenbank geeft van elk genre een definitie.

### Het gebruik van het incipit (i.p.v. de titel)
Volksliedjes worden binnen het academische liedonderzoek niet aangeduid met de titel die boven het liedje staat, maar met het incipit oftewel: de beginregel van het lied.
Dit heeft drie redenen.
- Volksliedjes die uit de volksmond zijn opgetekend, kennen geen vaste titel. Het verschijnsel van het geven van een titel, stamt immers uit de boekdrukkunst. Bij het optekenen van de liedjes uit de volksmond en het uitgeven ervan in liedbundels, wordt er vaak wel een titel aan een liedje gegeven - maar deze kan per bundel verschillen.
- Veel titels zijn niet onderscheidend. Er zijn vele liedjes met de titel Meilied, Afscheidslied, Het vogeltje, Avondliedje of Een nieuw sinterklaaslied. Bijvoorbeeld de titel Een oud kerstliedeken is niet onderscheidend; het incipit 'De herdertjes lagen bij nachte' identificeert onmiskenbaar één bepaald lied.
- In het liedonderzoek wordt de titel van een volksliedje niet tot het lied gerekend. Omdat een lied een combinatie is van tekst en muziek, is de beginregel onderdeel van het lied, maar een titel niet. Het incipit identificeert het lied, voor iedereen die het kent, met inbegrip van de melodie. Er wordt daarom gesproken over het lied 'Aan de oever van een snelle vliet / Een treurend meisje zat', in dit liedboekje onder de titel Een weesmeisje.

Een volksliedje wordt om deze drie redenen dus altijd aangeduid met het incipit. Meestal wordt daarbij gekozen voor de eerste twee beginregels. Ten eerste zijn er liedjes waarbij de eerste regel gewoonweg te weinig onderscheidend is (bijvoorbeeld: 'Wie wil horen een nieuw lied'). Maar ook zijn er, met name in de zestiende en zeventiende eeuw, veel contrafacten geschreven (een nieuwe tekst op een bestaande melodie). Hierbij werd geregeld de aanhef van de oorspronkelijke tekst overgenomen (initiële ontlening). Een kort incipit kan hierdoor dus naar twee of meer verschillende liederen verwijzen. Door twee regels te nemen ter identificatie, worden deze problemen voorkomen.
Om bovenstaande redenen hebben liedboeken gewoonlijk twee inhoudsopgaven: één met een lijst met liedtitels en één met een lijst met incipits. Titels worden overigens in een artikel of studie soms wel genoemd, bijvoorbeeld: "het gaat om het liedje 'De herdertjes lagen bij nachte', ook wel bekend onder de titel Een oud kerstliedeken."

### Varianten en liedcomplex
Door de mondelinge overleveringsgeschiedenis ontstaan er bij volksliedjes tijdsgebonden en plaatsgebonden varianten in tekst en melodie (die soms veel, maar soms slechts één of enkele woorden of noten van elkaar verschillen). Elke plek waar een variant is opgetekend, wordt een 'vindplaats' genoemd. Alle varianten van een liedje samen vormen het 'liedcomplex'.
De ene variant is niet 'beter' of 'juister' dan de andere (de oorspronkelijke, 'juiste' liedtekst en melodielijn zijn immers niet meer bekend). Daarom wordt er in het academische liedonderzoek bij traditionele volksliedjes altijd het hele liedcomplex bestudeerd. In de Nederlandse Liederenbank (van het Meertens Instituut) zijn alle bekende varianten van volksliedjes aan elkaar gekoppeld door middel van een tekstnorm. Zo is er een indruk te krijgen van zo'n liedcomplex. Soms is wel vast te stellen dat een bepaalde variant het meeste voorkomt, dat een tekst in de loop der tijd meer verbasterd raakt, of dat een variant in de loop van de tijd steeds meer de boventoon gaat voeren.
Als voorbeeld het liedje 'Klompertje en zijn wijfje die gingen eens vroeg opstaan' (een kluchtliedje over een boer en zijn vrouw die naar de markt gaan; onderweg echter breken de eieren en valt de boter in het slijk). De Nederlandse Liederenbank bevat 49 varianten van dit liedje (het liedcomplex). Alleen al het incipit kan zeer verschillen, bijvoorbeeld:
- Plompert en syn wyveken / Die waren vroegh opgestaen (ca. 1604)[14]
- Klompertje en zijn wijfje / Die gingen vroeg op stap (1830)[15]
- Klompertjen en zijn wijfjen, / Die zouën vroeg opstaen (1856)[16]
- Plompaert en zyn wuvetje / Ze zyn te merkt egaen (1885)[17]
- Jan Plompaert en zyn wuvetje, / Ze stougen ä keer vroeg op (ca. 1900)[18]

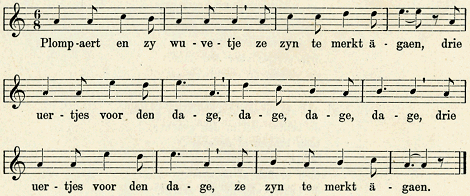
Het kluchtliedje 'Plompaard en zijn wijfje' (5 strofen), een van de varianten in Van Duyse (dl. 2, 1905). Oudste vindplaats ca. 1604. Muziek afspelen (midi, 14 sec.):
Bestand:Volksliedje-plompaard-wijfje-markt-muziek.mid

Maar ook komen naamsvarianten voor als: 'Klinkaart en zijn wijveken'; 'Boer Knappertje en zijn vrouwtje'; 'Bommeltje en zijn wijfje'; 'Jan Flinkoart me’ zijn wijveke'; 'Janneken en Mieke'; en 'Anna en Marietje'. Ook in de rest van de liedtekst en van de melodie zijn vele (grote en kleinere) varianten aan te wijzen.
De oorspronkelijke liedschrijver is niet meer bekend en er is geen bron met de oorspronkelijke 'juiste' tekst. Er zijn enkel 49 vindplaatsen waar een variant van het liedje is opgetekend uit de volksmond. Daarom worden deze tezamen bestudeerd als liedcomplex.
Het optekenen van varianten uit de volksmond kan ook een einde maken aan het proces van variërende overdracht. Zo gauw één bepaalde variant in een gezaghebbend liedboek of op een veel gebruikte website wordt vermeld, kunnen overige varianten namelijk verdwijnen. De schriftelijke versie wordt dan beschouwd als de 'officiële' versie van dat lied. Scholieren of koren gaan het liedje uit dat gevestigde liedboek zingen (zoals gebeurde met bijvoorbeeld de veel gebruikte bundel Nederlands volkslied) en het volksliedje komt eigenlijk weer in de staat van een cultuurlied (een lied met een vaste tekst en melodie voor de actieve zangbeoefening).
Vrijwel alle liedboeken met volksliedjes drukken één variant van een liedje af als hun standaardversie (zie hieronder de 'Lijst van liedboeken met volksliedjes'). Alleen de uitgebreide studie van Florimond van Duyse, Het oude Nederlandsche lied (1903-1908), en de wetenschappelijke databank van het Meertens Instituut, de Nederlandse Liederenbank, tonen zo uitgebreid mogelijk alle varianten en de overleveringsgeschiedenis van elk lied.

## Geschiedenis van het Nederlandse volkslied

### De Romantiek
Onder invloed van de Romantiek gingen in de achttiende eeuw in Duitsland en in de negentiende eeuw ook in Nederland etnologen en liedonderzoekers liedjes optekenen uit de volksmond. De liedjes die zo werden verzameld, vastgelegd in liedboeken en bestudeerd, kregen zoals hierboven vermeld van Romantiek-filosoof Johann Herder de naam Volkslied, volkslied.
Binnen de Romantiek verzette men zich tegen tegen het rationalisme van de Verlichting en groeide er een verlangen naar eenvoud, de nabijheid van de natuur, nostalgie naar het verleden, het kennen van het eigene van de cultuur, oorspronkelijkheid (authenticiteit) en echtheid. Men hoopte in de volkscultuur de 'ware volksziel' te vinden. Hierdoor kwam er onderzoek op gang naar folklore, tradities en orale literatuur (met name sprookjes en volksliedjes).
In Duitsland gingen bijvoorbeeld de gebroeders Grimm sprookjes verzamelen en Johann Herder en Hoffmann von Fallersleben volksliedjes. De romantische belangstelling voor de volkscultuur kwam in de loop van de eerste helft van de negentiende eeuw van Duitsland naar de Lage Landen overgewaaid. Het was de Duitser August Hoffmann von Fallersleben die als eerste Nederlandstalige volksliedjes ging verzamelen. Hij gaf deze verzameling uit in 1833, onder de titel Holländische Volkslieder.

### Nederlandse liedboeken met volksliedjes
In zijn navolging werden er liedverzamelingen aangelegd en liedboeken uitgegeven door bijvoorbeeld de Belgen J.F. Willems (Oude Vlaemsche liederen, 1846); en E. de Coussemaker (Chants populaires des Flamands de France, 1856); en de Nederlander J. van Vloten (Nederlandsche baker- en kinderrijmen, 1871).
Ook verschenen er, tot ver in de twintigste eeuw, liedboeken met volksliedjes uit bepaalde streken, zoals Honderd oude Vlaamsche liederen van Jan Bols (1897); De Vlaamsche Zanger van M. Coune (1899); Oude en nieuwe Groninger liederen van P. Groen (1930); Terschellinger volksleven van Jaap Kunst (1937); en Liederen en dansen uit West-Friesland van Veurman en Bax (1944).
Rond de eeuwwisseling gaf musicoloog Florimond van Duyse een uitgebreide studie uit naar de geschiedenis van het Nederlandse lied, het vierdelig standaardwerk Het oude Nederlandsche lied (1903-08). Hij beschrijft hierin van ruim 700 liederen (vrijwel allemaal met muzieknotatie) de varianten en de overleveringsgeschiedenis in historische bronnen die teruggaan tot in de Middeleeuwen.
De liedjes die Van Duyse behandelt zijn deels opgetekend uit de volksmond ('volksliedjes' in enge zin, zoals uit de bundels Chants populaires flamands en Honderd oude Vlaamsche liederen), maar zijn deels ook overgenomen uit historische liedboekjes, waarin de liedjes meestal wel anoniem zijn, maar waarvan het onduidelijk is of dat cultuurliedjes of volksliedjes in enge zin waren. Hij put bijvoorbeeld uit Den gheestelycken nachtegael (1634), Friesche lust-hof (1621) en het middeleeuwse Antwerpse liedboek.
Veel volksliedboekjes putten hierna uit Van Duyse en nemen dus een mengeling op van volksliedjes (rechtstreeks opgetekend uit de volksmond) en historische liedjes (uit historische liedboekjes). Als van die laatste slechts één vindplaats is overgeleverd, is er niet meer vast te stellen dat er door mondelinge overlevering varianten zijn ontstaan; en veldonderzoek onder zeventiende-eeuwers (welke liedjes kende hij uit zijn hoofd en gaf hij door aan een volgende generatie) is simpelweg niet mogelijk. Dit is een voorbeeld van hoe problematisch het is om vast te stellen welke liedjes er precies onder de definitie van het volkslied vallen.

### Overige liedverzamelingen: handschriften en liedbladen
Naast liedboeken bestaan er ook grote, onuitgegeven handschriftencollecties van volksliedjes uit eind negentiende, begin twintigste eeuw. Met name de handschriftencollectie Bureau van het Nederlandse Volkseigen, verzameld in de jaren 1850-1938 (in totaal 348 volkliedjes); de Handschriftencollectie van G.J. Boekenoogen verzameld in de jaren 1891-1930 (ruim 9 000 traditionele kinderliedjes, inclusief varianten); en de Handschriftencollectie volks- en kinderliederen van Nynke van Hichtum verzameld in de jaren 1904-1938 (ruim 2 500 traditionele kinderliedjes, inclusief varianten). Deze zijn in het bezit van het Meertens Instituut in Amsterdam en ontsloten in de Nederlandse Liederenbank.
Daarnaast bezitten het Meertens Instituut en de Koninklijke Bibliotheek twee omvangrijke liedbladverzamelingen: de Collectie liedbladen Wouters en de Collectie liedbladen Moormann. Samen beslaan deze ongeveer 6000 liedblaadjes met zo'n 15.000 liedjes. Deze liedjes werden gezongen door straatzangers, die zulke liedblaadjes daarbij verkochten. Op de liedbladen zijn deels straatliederen afgedrukt (nieuw geschreven liedjes met het laatste nieuws, bijvoorbeeld over politiek, oorlog, een brand of een moord), maar deels ook bekende volksliedjes, die dienden ter verstrooiing en vermaak.
Ook taal- en volkskundige tijdschriften als Wodana (1843), De Navorscher (va. 1851) en de Biekorf (va. 1890) namen volksliedjes op en kunnen vindplaatsen zijn voor varianten.

### Volksliedjes zingen binnen de Duitse Jeugdbeweging
Rond 1900 kwam in Duitsland de Duitse Jeugdbeweging op, bekend als de Wandervogel. Deze beweging was doordrenkt van idealen uit de Romantiek, zoals: de natuur in gaan, een nostalgische hang naar het verleden, het belang van vriendschap en groepsbinding en de waardering van de volkscultuur. Vanuit dat laatste ideaal ging men het zingen van deze oude volksliedjes, die vanuit diezelfde idealen ondertussen in liedboeken waren verschenen, binnen deze jongerenorganisaties uitdragen.
In de jaren 1920 ontstond hieruit de Duitse Jeugdmuziekbeweging, een muziekpedagogische stroming die het zèlf zingen en zèlf muziek maken onder leken wilde bevorderen. Volksliedjes vond men bij uitstek geschikt voor dat doel. Het waren mondeling doorgegeven liedjes, bedoeld voor actieve zangbeoefening; de melodieën waren voor ongeschoolde stemmen goed te zingen; de liedjes waren door de eenvoudige teksten en herhaling snel mee te zingen; en ze hadden geen instrumentale maten, die zouden zorgen voor pauzes in de zang.
In 1909 gaf volksliedverzamelaar Hans Breuer het liedboek Der Zupfgeigenhansl uit, met ruim 250 Duitse liedjes. Het bevatte deels volksliedjes die hijzelf had verzameld tijdens wandeltochten of die in andere liedboeken waren opgetekend uit de volksmond, en deels ook historische liedjes uit oude liedboeken die teruggingen tot de Middeleeuwen. Dit liedboek, liefkozend Der Zupf genoemd, werd het meest gebruikte en meest invloedrijke liedboek binnen de Duitse Jeugdbeweging en Duitse Jeugdmuziekbeweging. Er werden grofweg ruim een miljoen exemplaren van verkocht.
Op deze manier ging dus het verzamelen van volksliedjes en uitgeven ervan in liedboeken, eind achttiende en de gehele negentiende eeuw, rond 1900 binnen de jongerenbewegingen over naar het uitdragen van het actief zingen ervan (met als bloeitijd hiervan de eerste drie decennia van de twintigste eeuw). Leidende figuren hierin waren, naast genoemde Hans Breuer, muziekpedagogen en musicologen als Georg Götsch, Walther Hensel, Fritz Jöde, Jens Rohwer en Eduard Zuckmayer.
Zij droegen hiermee idealen uit, zoals de vorming van de 'muzikale mens' en het verwezenlijken van een 'een zingende jeugd' en 'een zingend volk'. Het ging er steeds om, om leken (waaronder de jeugd) aan te zetten om zelf muziek te maken en zelf te zingen - waarvoor volksmuziek en volksliedjes het meest geschikt werden geacht. Soms werden daarbij andere muziekstijlen of het passief luisteren naar muziek afgewezen.

### Twintigste eeuw
In Nederland bestonden er in de tweede helft van de negentiende eeuw al politieke jongerenorganisaties, maar ontstond rond 1900 ook wat wel de 'vrije' jeugdbeweging werd genoemd (zie hiervoor de Jeugdbeweging in Nederland). Hieronder vielen verenigingen van kwekelingen (leerlingen van de kweekschool), die bijvoorbeeld ook de natuur in gingen, gingen wandelen en fietsen. De bloeitijd van deze Nederlandse jeugdbeweging viel met name tussen 1918 tot 1930, met idealistische stromingen als de HBS-Geheelonthouders Bond. Ook kerkelijk georiënteerde jeugdverenigingen kregen hun eigen zangbundels, waarin naast psalmen en cultuurliederen tal van Nederlandse volksliederen werden opgenomen.

#### Kun je nog zingen
Op scholen was zangonderwijs traditioneel gangbare praktijk, en die had zeker in de 19e eeuw mede als doel om nationaal gevoel op te wekken en te versterken. Dat blijkt ook uit veel van de in die jaren geschreven "cultuurliederen in de volkstoon". Het waren ook onderwijzers, die in 1906 een belangrijke uitgave verzorgden, waarin tal van liedjes waar die doelstelling uit spreekt. We hebben het dan over de liedbundel Kun je nog zingen, zing dan mee. Liedjes die uit deze bundel bekend gebleven zijn, worden nog steeds geregeld ervaren als volksliedjes (het zijn dan voorbeelden van hoe een kunstlied, met een bekende auteur en componist, zich kan ontwikkelen tot een volkslied, dat mondeling wordt doorgegeven en waar (regionale) variaties op kunnen ontstaan in tekst en melodie).
De liedjes uit dit liedboek waren oorspronkelijke bedoeld als schoolliederen. De bedoeling was om door middel van muziekonderwijs de jeugd beschaving en nationaal gevoel bij brengen. Voor de bundel werd geput uit eind-negentiende- en begin-twintigste-eeuwse liedboekjes van onder andere J.P. Heije.

### Volkszang en volksliederen
Vanaf eind 19e eeuw ontwikkelde zich een groeiende belangstelling - zowel wetenschappelijk als in de praktijk - voor volkszang. Dat kwam tot uiting in verscheidene publicaties en muziekuitgaven, maar ook in de oprichting in 1904 van de (later: Koninklijke) Vereeniging "Het Nederlandsche Lied". Deze organisatie heeft voor zij in het begin van de Duitse bezetting stilzwijgend ophield te bestaan in de daaraan voorafgaande decennia niet alleen tal van publicaties en bronnenuitgaven voortgebracht, maar experimenteerde ook met vaak druk bezochte zangbijeenkomsten.
Maar het waren met name Piet Tiggers (vanaf de jaren 1920) en Jop Pollmann (vanaf de jaren 1930), die het zingen van oude Nederlandse volksliedjes gingen uitdragen en decennialang tot grote bloei hebben gebracht. Dit door hun toenmalig functioneren in de juist na de Eerste Wereldoorlog opkomende sterk emancipatoire rode respectievelijk roomse jeugdorganisaties. Vooral in de socialistische jeugdbeweging (de AJC (Arbeiders Jeugd Centrale) speelde het voorbeeld in de Duitse jeugdbeweging een belangrijke rol. Belangrijke karaktertrekken waren het accent op de gemeenschapsfunctie van het musiceren, alsook een zeer kritisch verzet tegen de "burgerlijke" 19e-eeuwse literaire en muzikale opvattingen. Die spraken immers nog steeds uit de evenwel nog altijd veel gezongen "cultuurliedjes in den volkstoon" zoals onder meer te vinden in "Kun je nog zingen, zing dan mee". Ook verzetten deze culturele voorlieden zich tegen de wereld van populaire schlagers, amusementsmuziek en vaak ook de jazz. Na de Tweede Wereldoorlog herleefde kortstondig interesse in jeugdbewegingsorganisaties, maar in de jaren '50 taande die snel. Wel was de invloed van Pollmann speciaal in het onderwijs tot in de jaren '70 nog groot. Maar ook daaraan is door maatschappelijke en culturele ontwikkelingen een einde gemaakt, vooral ook door de vanaf plm. 1950 onstuitbare opkomst van een nieuwe jongerencultuur, sterk beïnvloed door een grotere welvaart, waarin de amusementsindustrie (media, pop-gebeuren) een onontkoombare rol speelt.

#### Uitgaven en uitvoeringen in de 20e eeuw
Een voorbeeld van een recent liedboek met volksliedjes is Nederlands volkslied (J. Pollmann en P. Tiggers, 1e druk 1941). Van dit liedboekje werden bijna een half miljoen exemplaren verkocht.
Ook in de 20ste eeuw werd er door etnologen en folkloristen veel moeite gedaan om volksliedjes op te schrijven en op te nemen. Muzikale genres zoals blues, folk en wereldmuziek hebben de traditionele volksliedjes bij een nieuw publiek bekendgemaakt.
Het muziekensemble Camerata Trajectina, onder leiding van Louis Grijp, gaf ruim 40 cd's uit met Nederlandse liedjes van de Middeleeuwen tot en met de zeventiende eeuw.

#### De Nederlandse Liederenbank
In 1954 begon het Nederlands Volksliedarchief met het verzamelen van alle Nederlandstalige volksliedjes vanaf de Middeleeuwen. Het werd later een onderdeel van het Meertens Instituut en heet tegenwoordig het Documentatie- en onderzoekscentrum van het Nederlandse Lied (DOC Lied). In het archief zijn honderden liedboekjes, duizenden liedblaadjes en duizenden opnames (met name uit het radioprogramma Onder de Groene Linde) ontsloten. Het archief bevat ongeveer 150.000 liederen. De totale collectie is rond het jaar 2000 gedigitaliseerd en is sinds 2007 online te raadplegen in de Nederlandse Liederenbank.

## Lijst van Nederlandse volksliedjes
Deze lijst is een beperkte keuze om een indruk te geven van volksliedjes in de Nederlandse taal. De incipits zijn zoveel mogelijk overgenomen uit de bundel Nederlands volkslied.
De lijst is verre van compleet; de Nederlandse Liederenbank bevat een verzameling van ruim 175 000 Nederlandstalige volksliedjes (varianten inbegrepen). De 'Lijst van liedjes in Nederlands volkslied' bevat ruim 280 liederen.
- Aan d' oever van een' snellen vliet, een treurend meisje zat
- Ain boer wol noar zien noaber tou, hai boer hai
- Al die willen te kaap'ren varen
- Al van de droge haring willen wij zingen
- Allen die willen naar Island gaan om kabeljauw te vangen
- Als de rombom heeft geslagen
- Als m'n vader en m'n moeder naar de markt toe gaan
- Als de grote klokke luidt, de reuze komt uit
- Altijd is Kortjakje ziek
- Daar kwam enen boer van Zwitserland, kadee kadolleke keda
- Daar was een wuf die spon, al op een houten spinnewiel
- Daar was laatst een meisje loos
- Dat gaat naar Den Bosch toe, zoete lieve Gerritje
- De boer had maar enen schoen, weinig genoeg, genoeg, genoeg
- De krepelaar ging wand'len en hij nam er Ballotje mee
- De vastenavond die komt an, wij zingen: Ho, man, ho
- Den uil die op den peerboom zat
- Des winters als het regent, dan zijn de paadjes diep, ja diep (Het loze vissertje)
- Drie schuintamboers die kwamen uit het oosten (naar het Frans: 'Trois jeunes tambours s'en revenaient de guerre', 1745)
- Dubbele Jan, die zie je niet meer op de kermis staan
- Een meisje moest om water gaan
- Een twee drie vier, hoedje van papier
- En 's avonds, en 's avonds, en 's avonds is het goed
- Er was een oorlogsschip
- Gildebroeders, maakt plezieren
- Het zou een jager uit jagen gaan
- Hop Marjanneke, stroop in 't kanneke
- Ik kwam lest over een berg gegaan, taritari, taritaritata
- Ik voele mij gedrongen dat ik zingen moet
- Jeugdig volkje, ras, ras, ras
- Komt hier al bij, aanhoort deez' klucht, het is van Pierlala
- Komt vrienden, in het ronden, minnaars van enen stiel ('t slijperswiel)
- Mitte confitte kom t' avond thuis, 't is kermis in mijn streetje
- Moeke, doar staait 'n vrijer oan de deur, fikedom fikedom fikederidom
- Molenaartjes wind is zuidenwind, van hupsaldera faldera
- Plompaard en zijn wuvetje, ze zijn te merkt gegaan
- 't Ros Beyaard doet zijn ronde, in de stad van Dendermonde
- Schoon lief, hoe ligt gij hier en slaapt in uwen eersten drome
- Schoon lieveke, waar waarde gij de eerste meiennacht
- Springt op en toon je schoen
- Te Kieldrecht, te Kieldrecht, daar zijn de meiskens koene
- Vier weverkens zag men ter botermarkt gaan
- Wat doet gij al in 't groene veld mooi Bernardijn, mooi Exafijn
- Wat voor vijand durft ons naken vier gebroeders op een paard
- Wat zullen onze patriotjes eten als zij in 't leger zijn
- Wel Anne Marieken, waar gaat gij naar toe
- Willen wij, willen wij 't haasken jagen door de hei
- Wij zijn al bijeen, al goe kadulletjes, al goe kadullen
- Zeg kwezelken, wilde gij dansen? Ik zal u geven een ei

### Middeleeuwse liedjes
- Alle mijn gepeis doet mij zo wee
- Arge winter, gij zijt koud
- Daar gingen twee gespeelkens goed
- Daar was een sneeuwwit vogeltje, al op een stekendorentje
- Daar zou een meisje gaan halen wijn
- Den winter is een onweerd gast dat merk ik aan den dage
- Die nachtegaal die zank een lied, dat leerde ik
- Die winter is vergangen, ik zie des meien schijn
- Die winter is vergangen, ik zie des meis virtuit
- Het daghet in den oosten, het lichtet overal
- Het viel een hemels dauwe voor mijns liefs vensterkijn
- Het voer een maagdelijn over Rijn tsavonds al in der maneschijn
- Het waait een windeken koel uit den oosten
- Het waren twee conincskinderen sy hadden malcander soo lief
- Het was een kind, zo kleinen kind en een kind van twalef jaren
- Egidius waer bestu bleven
- Gekwetst ben ik van binnen, doorwond mijn hart zozeer
- Geldeloos, je doet me pijn
- Heer Halewijn zong een liedekijn
- Ik stond op hoge bergen, ik zag ter zeewaart in
- Ik zeg adieu, wij twee, wij moeten scheiden
- Ik zie die morgensterre, mijns lievekens klaar aanschijn
- Rijk God, wie zal ik klagen dat heimelijk lijden mijn
- Tandernaken, al op den Rijn daer vant ic twee maechdekens spelen gaen
- Wie was diegene die die loverkens brak
- Wij willen van den kerels zingen (Kerelslied)
- Het zoud' een schamel mersenier koopmanschepe leren

### Geestelijke liedjes
- Alleluja, de blijde toon (Pasen)
- Christus is opgestanden (Pasen)
- Daar nu het feest van Pasen is, alleluja (Pasen)
- De herdertjes lagen bij nachte (Kerstmis)
- Er is een Kindeke geboren op aard' (Kerstmis)
- Er kwamen drie koningen met ene ster (Driekoningen)
- Ere zij God, ere zij God (Kerstmis)
- Herders, hij is geboren in 't midden van de nacht (Kerstmis)
- Hier is onze fiere Pinksterblom (Pinksteren)
- Hoe leit dit Kindeke hier in de kou (Kerstmis)
- Ik wil mij gaan vertroosten in Jesus' lijden groot (Goede Vrijdag)
- 't Is Sint Anna die komt aan, hé courage viva (Sint Anna, 26 juli)
- Nu zijt wellekome, Jesu, lieve Heer (Kerstmis)
- O herders, verlaat uw bokjes en schapen (Kerstmis)
- O Kindeke klein, o Kindeke teer (Kerstmis)
- Wat zetten z' Onzen Lieven Heer op zijn hoofd (Goede Vrijdag)
- Wij komen alle drie uit vreemde landen (Driekoningen)
- Wij komen van Oosten, wij komen van ver (Driekoningen)

### Zuid-Afrikaanse liedjes
Voorbeelden van Zuid-Afrikaanse liedjes die zijn opgenomen in Nederlandstalige liedbundels.
- Bobbejaan, klim die berg
- Hoe rij die Boere? Sit, sit, so
- Jan Pierewiet, Jan Pierewiet, Jan Pierewiet staan stil
- Mamma, 'k wil 'n man hê
- My Sarie Marais is so ver van my hart

### Cultuurliedjes in de trant van volksliedjes
- De paden op, de lanen in (A.L. de Rop, Richard Hol)
- Een karretje op een zandweg reed (J.P. Heije, J.J. Viotta)
- Heb je van de zilveren vloot wel gehoord (J.P. Heije, J.J. Viotta)
- In 't groene dal, in 't stille dal (J.P. Heije, Jos. Beltjens)
- Waar de blanke top der duinen (P. Louwerse, Richard Hol)

## Lijst van liedboeken met volksliedjes
De liedboeken in deze lijst staan op chronologische volgorde. Ze bevatten veelal traditionele, anonieme volksliedjes. De auteurs zijn dan dus niet de tekstdichters van de erin opgenomen liederen, maar enkel de verzamelaars of samenstellers ervan. Deze lijst is niet compleet.
- Holländische Volkslieder (Horae Belgicae II), verzameld door A.H. Hoffmann von Fallersleben (1833)
- Oude Vlaemsche liederen, samengesteld door J.F. Willems (Gent, 1846)[30]
- Chants populaires des Flamands de France, samengesteld door E. de Coussemaker (Gand, 1856)
- Nederlandsche baker- en kinderrijmen, verzameld door J. van Vloten (Leiden, 1871; 4e vermeerderde druk 1894)
- Chants Populaires flamands, samengesteld door A. Lootens en J.M.E. Feys (Brugge, 1879)
- Nederlandsche liederen uit vroegeren tijd, samengesteld door J.H. Scheltema (Leiden, 1885)
- Nederlandsch Liederboek, uitgegeven door het Willems-Fonds, 2 dln. (Gent, 1891-1892)
- Nederlandsch volksliederenboek, Eerste Bundel, samengesteld door Daniël de Lange, Jhr. J.C.M. van Riemsdijk, G. Kalff, 1896; 2e druk (1897).[31] - Uitgave van de Maatschappij tot het Nut van 't Algemeen, Amsterdam. - Gevolgd door Tweede Bundel, samengesteld door Daniël de Lange, G. Kalff en A. Loosjes, 1913, 7e druk in 1918 (bij S.L. van Looy, Amsterdam)
- Honderd oude Vlaamsche liederen samengesteld door Jan Bols (Namen, 1897)
- Liederboek van Groot-Nederland. Eerste Boek. Studenten-liederboek van Groot-Nederland, verzameld door F.R. Coers Frzn. (Utrecht, ca. 1897; volgende liedverzamelingen uitgegeven in ruim meer dan 200 afleveringen, o.m. onder redactie van P.J. Meertens, t.m. 1930)
- De Vlaamsche Zanger, samengesteld door M. Coune, 'met medewerking van den Limburgschen Studentenbond' (Heers, 1899)[32]
- Het oude Nederlandsche lied, samengesteld door F. van Duyse, 4 dln. ('s-Gravenhage/Antwerpen, 1903-08)[33]
- Kun je nog zingen, zing dan mee, Honderd algemeen bekende schoolliederen, samengesteld door Jan Veldkamp en Klaas de Boer; met pianoarrangementen door P. Jonker. (P. Noordhoff, Groningen 1906; sindsdien talloze - en vermeerderde - herdrukken, tot in de 21e eeuw. Voornamelijk 'cultuurliederen, in de volkstoon', die door hun duurzame populariteit op den duur volksliedjes zouden kunnen worden genoemd
- De Leeuwerk, Nationale zangbundel voor Roomsch Nederland, uitgave Federatie R.K. Vereenigingen voor volkszang (Maastricht 1915) [Voornamelijk cultuurliederen in de volkstoon, zoals in "Kun je nog zingen, zing dan mee"]
- Liederenbundel ten dienste van het Nederlandsch Jongelingsverbond (Amsterdam 1917; 1939 8e druk)
- Wat Nederland zingt: Een keur van Nederlandsche volksliederen verzameld door Joh. Oostveen (J.M. Meulenhoff, Amsterdam, 1923) - 150e deel de Meulenhoff editie; grotendeels "cultuurliederen in de volkstoon", met pianobegeleiding. Illustraties van Jan Wiegman.
- De lijster, samengesteld door P. Tiggers (Arbeiders Jeugd Centrale, Amsterdam, 1925) - gevolgd door De merel (1927) en De wielewaal (1931)
- Zangzaad voor kampeerders, verzameld door Boy Wolsey en Jan Waldorp (Hollandia Drukkerij Baarn, 1928[?], ca. 1930 een tweede deel verzameld door Jan Waldorp; beide bundels tal van herdrukken in de jaren '30)
  - Zangzaad voor roode strijders samenst. P.C. Tak (ca. 1935)
  - Zangzaad voor Nederlanders samenst. F. Reinders (1941)
- Lied en luit, Nederlandsche volksliederen, verzameld door Willemien Brom-Struick (W. L. & J. Brusse's Uitgevers-Maatschappij N.V., Rotterdam 1929)
- Ons tochtenboekje, gezangen speciaal verzameld voor de Kath. Jeugd Vereeniging, Verkoopcentrale K.J.V. (Breda 1929; herdrukken in 1930 en 1931)
- Oude en nieuwe Groninger liederen, samengesteld door P. Groen (Delft, 1930)
- Nederlandtsche gedenckclanck, samenst. Adriaan Valerius, verzorgd door F.R. Coers, uitgegeven door de Koninklijke Vereeniging "Het Nederlandsche Lied", Utrecht 1931. Eerder door de Vereeniging gepubliceerd afleveringen 10, 14-19, 26, 27 der Liederen van Groot Nederland.
- De Wielewaal: derde bundel jeugd- en volksliederen, met aanwijzingen voor luit- of gitaarbegeleiding, bijeengebracht door Piet Tiggers. (Arbeiders-Jeugd-Centrale, Amsterdam 1931)
- Jonge Stemmen, 65 Liederen-Teksten bijeengebracht door Piet Tiggers, biezonder voor onze Rode Valken gerangschikt (Arbeiders-Jeugd-Centrale Amsterdam 1930. Alleen teksten; 2e druk "in vereenvoudigde spelling gezet" 1932)
- Jong is ons harte, liederenbundel samengesteld door de Commissie van samenstelling der Vrijzinnig Christelijke Jeugd Centrale (Utrecht, 1930; door de Commissie voor Muziek en Dans van V.C.J.C. herziene druk 1947 in één band, oblong formaat, met de 3e druk van Pollmann & Tiggers: Nederlands Volkslied , Uitgeverij De Toorts, Heemstede)
- Vrolik zingen wij: 187 teksten Mars- en strijdliederen, Liederen van Vreugde Jolijt en Spot - Minneliederen en liederen van Vroomheid en Stilte, bijeengebracht onder verantwoording van Piet Tiggers (Arbeiders Jeugd Centrale, Amsterdam-Centrum, 1932. Alleen teksten; in 1933 vermeerderde herdruk: "ruim 200 teksten")
- Het blonde riet, samengesteld door J. Pollmann (1931) - gevolgd door Het lachende water (1935) en De blijde bongerd (1938)
  - Galmgaten, bundel in gevolge een opdracht van het bestuur der Katholieke Verkenners aan A. Ramselaar; samenstelling "grotendeels" Ton Creyghton en Jop Pollmann (Utrecht 1933)
    - Het zingende kamp, liederbundel van de Nederlandsche Padvinders voor de Wereld-Jamboree 1937, J.J. Rambonnet, Hoofdverkenner; samenst. Jop Pollmann, commissaris. - Gregoriaansche Muziekhandel: Wolter Hattink, Den Haag (1937)

  - Ons lied, een bundel volksliederen voor 'De Jonge Werkman', verzameld en bewerkt door Jop Pollmann. - Wolter Hattink - Gregoriaansche Muziekhandel, Den Haag (1936)
- Het straatlied. Een bundel schoone historie-, liefde- en oubollige liederen, samengesteld door D. Wouters en J. Moormann (Amsterdam, 1933)
- Jan Pierewiet, samengesteld door Boy Wolsey e.a. (1933; tal van herziene herdrukken, ook na de oorlog bij Van Gorcum & Comp, Assen: 1972 de 20e druk; een vervolgbundel Heer Halewijn alias Jan Pierewiet II, een nieuwe bundel liedjes samengesteld door D.A. Wumkes en Jan Reinders, Assen 1952)
- Terschellinger volksleven, samengesteld door Jaap Kunst (Den Haag, 1937)
- Bonte vlucht om samen gezellige liederen te zingen en te spelen: één- en meerstemmige liederen en canons met aanwijzingen voor guitaarbegeleiding, bijeengebracht door Piet Tiggers. (De Arbeiderspers, Amsterdam 1938. "In hoofdzaak een herdruk van De Lijster, De Merel en De Wielewaal. Toch zijn veel nieuwe liederen opgenomen.")- Eveneens in 1938: Tweede bundel.
- Het levende lied van Nederland, samengesteld door Jaap Kunst (Amsterdam, 1938)
- De liederen uit Valerius' Nederlandtsche Gedenck-Clanck, verzorgd door K.Ph. Bernet Kempers, met aanteekeningen van C.M. Lelij (Rotterdam, W. L. & J. Brusse's Uitgeversmaatschappij N.V., 1941 [in dat jaar nog herdrukt])
- De Nederlandsche straatzanger en zijn liederen in vroeger eeuwen, F.K.H. Kossmann, P.N. van Lampen & Zoon N.V., Amsterdam, 1941 (Patria reeks 26; studie met veel liedteksten, zonder muziek)
- Nederlands volkslied, samengesteld door Jop Pollmann en Piet Tiggers (Haarlem, 1941; 19e zeer gewijzigde druk in 1977).

Hierbij: Burgerlijke stand van "Nederlands Volkslied", door Jop Pollmann, stenciluitgave (niet in de handel) t.b.v. cursisten van de Stichting voor Nederlandse Volkscultuur 'Ons eigen volk', Amsterdam 1949 (gebaseerd op de druk 1949 van N.V.): lijst van wetenswaardigheden met name ook herkomst en tijd van ontstaan van de liederen. In 1972 een hernieuwde stenciluitgave verzorgd door Henk C. Waardenburg
- 50 liederen voor de school en daarbuiten bijeengebracht door Willem Gehrels met medewerking van H.J. van Duuren. (J. Muusses Uitgever, Purmerend 1943). Talrijke herdrukken, 1968 de 12e.
- Liederen en dansen uit West-Friesland, samengesteld door D. Veurman en D. Bax ('s-Gravenhage, 1944)
- Jong Nederland zingt zijn Volksliederen (Opgenomen in den Catalogus van School- en Leerboeken), N.V. Johan Mulder's Uitgevers-Mij, Gouda 1944
- De Kinkhoorn, Nederlandsche volksliederen voor uit en thuis, met begeleiding van blokfluit, guitaar en mandoline van Marius Monnikendam, met inleiding van Piet Tiggers. Uitgave Nederlandsche Toeristenbond (ANWB), 1944
- Padvindsters Liederenbundel, Verzameld en bewerkt door R. Bungenberg de Jong en I. Sillevis-Stants. - Uitgave "de Gulden-winckel" van het Nederlandsche Padvindstersgilde, Den Haag, (3e druk 1946; voor latere drukken zie hier beneden)
  - Padvindsters-liederenbundel, 4e herz. dr., samenstelling o.m. door Mej. C.A. de Jong (1952, uitgave "De Gilde-winckel" van het Nederlandsche Padvindstersgilde, Den Haag / de Commissie voor de Culturele Vorming in het N.P.G. - De bundel later opnieuw herzien uitgegeven als "De stemvork")
  - De stemvork: Liederenbundel voor gidsen en padvindsters, samenstelling door De kommissie voor de liederenbundel van de Nationale Padvindsters Raad ([Den Haag] na 1952)
  - Padvinders-liederenbundel, samengesteld door Haasnoot, Lind en Seyffert (ca. 1955)
- Kinderzang en kinderspel: tweehonderdvijftig liedjes, canons en spelen voor jongens en meisjes van 6-13 jaar samengesteld door Dien Kes (Uitgeverij De Toorts, Heemstede, 1947). - Vele (gewijzigde en vermeerderde) herdrukken m.m.v. Jop Pollmann en Piet Tiggers: tot in de jaren '90
  - Kinderzang en kinderspel; Deel 2: Tweehonderdvijftig liedjes, canons en spelen voor jongens en meisjes van 6-13 jaar, samengesteld door Dien Kes (Uitgeverij De Toorts, Heemstede, 1947). - Vele (gewijzigde en vermeerderde) herdrukken m.m.v. Jop Pollmann en Piet Tiggers: tot in de jaren '90
  - Kinderzang en kinderspel; Deel 3: Honderd kinderliederen en-spelen, verzameld en bewerkt door Jop Pollmann en Piet Tiggers (Haarlem, De Toorts, 1955); herzien en vermeerderd herdrukt tot in de jaren '90 (11e dr.)
  - Kinderzang en kinderspel; Deel 4: Het spel van moeder en kind, Deel 1 Honderdtwintig liedjes, spelen en rijmen voor de kleinen, verzameld door S. Troelstra-Bokma de Boer, ingeleid door Jop Pollmann; m.m.v. Dien Kes en C.J. Stip (Haarlem, De Toorts, 1956; 9e herdruk in 1980)
  - Kinderzang en kinderspel; Deel 5: Het spel van moeder en kind, Deel 2 Honderdvijfenvijftig liedjes, spelen en rijmen voor de kleinen, verzameld door S. Troelstra-Bokma de Boer, inleiding Jop Pollmann, m.m.v. Dien Kes en C.J. Stip (Haarlem, De Toorts, 1956; 9e herdruk in 1980)

N.B.: die 9e druk is ook in één deel verschenen, als paperback, bij De Toorts, Haarlem (1980)
- Laat een vrolijk lied ons zingen: Honderd teksten verzameld door Carla Kohnstamm. (Uitgave Hoofdbestuur Arbeiders Jeugd Centrale Amsterdam, 1947)
- De koekoek The cuckoo Le coucou Der Kuckuck Den Kukker, 25 Liederen voor de Internationale Rode Nederzetting (Uitgave Arbeiders Jeugd Centrale / Trekvogelhoofdkwartier, Amsterdam 1947; Alleen teksten; niet alleen Nederlandse volksliedjes)
- Het geestelijk lied van Nederland, samengesteld door E. Bruning O.F.M. met medewerking van A. Winninghof O.S.B. (Uitgeverij De Toorts, Heemstede, 1948)
- Middeleeuwse kerstliederen, samengesteld door J.J. Mak, melodieën verzorgd door E. Bruning. - (Het Spectrum, Utrecht, 1948)
- Van Kerstmis tot Driekoningen, 30 Nederlandsche volksliederen, samenstelling Jop Pollmann ("Ons Leekenspel", Bussum, z.j.; waarschijnlijk ca. 1948)
- De grote klok, een bundel liederen, canons en volksspelen voor het feestjaar 1948, uitgave Nederlandse Jeugd Gemeenschap, Amsterdam
- De bruiloftsklok, 42 liederen, canons en spelen voor de Nederlandse bruiloft, uitgave Nederlandse Jeugd Gemeenschap Amsterdam 1949
- Dudeldjo: Liedjes en Canons van Andries Hartsuiker (uitgave Nederlandse Jeugd Gemeenschap, Amsterdam z.j. [ca. 1948; "cultuurliederen" voortgekomen vanuit de volksliedbeweging])
- Weest nu verblijd, uitgave van de Hervormde Jeugdraad / Commissie voor de zangbundel van de Jonge Kerk. - (De Toorts, Heemstede 1949)
- De notenboom, liederen en canons, verzameld en bewerkt door E. Bruning en J Pollmann (De Toorts, Heemstede, z.j. [1949])
- Wij zijn rijk, Liedjes uit het ouderlijk huis, 280 liedjes, spelen en rijmen voor school en gezin: samenstelling M. van Helden (De Toorts, Heemstede, 1949; er zijn latere herdrukken, o.m. 4e dr. Haarlem 196?)
- 50 kleuterliedjes benevens een aantal Sinterklaasliedjes, verzameld door Annie Langelaar (J. Muusses NV Purmerend 1951; 10e herdruk 1966)
- Zingen dat willen wij, samengesteld door Carla Kohnstamm (uitgegeven in samenwerking met de Arbeiders Jeugd Centrale, Amsterdam, N.V. De Arbeiderspers 1951)
- Volksliederenbundel in opdracht van de regering samengesteld door A. Smijers, E. Bruning, Sem Dresden, Henri Geraedts, Maria Cornelia Grimberg-Huyser en Jaap Kunst (Commissie voor de samenstelling van een bundel Nederlandse Volksliederen). - N.V. Drukkerij en Uitgeverij J.H. Gottmer, Haarlem en Muziekhandel Wolter Hattink & Creyghton, Utrecht (1952)
- De wingerd, Zangbundel voor de katholieke boeren- en tuindersjeugd van Nederland, samengesteld door Floris van der Putt en Harrie Beex. Uitgave van de gezamenlijke Katholieke Boerinnenbonden en de Katholieke Nederlandse Jonge Boeren- en Tuindersbond, Den Haag/Scheveningen 1952.
- Het Kampse Lied, samenstelling A.M. van de Laar Krafft, uitgave van de Stichting "De Vrije Jeugdkerkkampen", Heenvliet 1937; 3e herz. en veel vermeerderde uitgave (niet in de handel), Rotterdam 1955. [Niet alleen Nederlandse liedjes]
- Zing: 130 liederen en canons verzameld en bewerkt door L. van Gemert (uitgeverij Gesto, Bergen NH, 1955; 14e vermeerderde druk 1977)
- Ja! dat zingen wij, samenstelling G. Vellekoop, P. van den Dool en Kees de Boer. - (Instituut voor Arbeidersontwikkeling - De Natuurvrienden, Amsterdam 1955)
- De stem van Allard, volksliederenbundel samengesteld door Henri Geraedts, H. Hettema, Jaap Kunst, George Stam. - Uitgave der Vereniging tot stichting van volkshogescholen in Nederland, Bakkeveen (Fr.), 1956
- Vrolijk zingen wij! Liederenbundel ten dienste van het Meisjesverbond C.J.V.F. en het Christelijk Jonge-mannen Verbond, (CJVF Utrecht, CJMV Amsterdam, 1956)
- Ik zing een lied: Liederen voor de hogere klassen van het Lager onderwijs en de Lagere klassen van het voortgezet onderwijs, verzameld door B. Beiaardiers (Malmberg, Den Bosch 1959)
- dit zingen wij, 50 liederen voor de lagere school, een basisrepertoire samengesteld door de muziekcommissie van het schoolparlement g.l.o. te Amsterdam, verzorgd door Chr. Rabé (Uitgeverij De Toorts, Haarlem z.j. [1961; zeer kritisch besproken door dr. J. Pollmann in De Tijd-Maasbode dd 23.8.1961, ook overgenomen in Ward-Nieuws van dat jaar]
- Lirum, larum, lepelsteel, 145 kinderliedjes en kinderspelen uit verschillende landen, verzameld en bewerkt door Ton Klos en Max Prick van Wely (Kruseman, Den Haag 1966; de teksten wel Nederlands)
- Plezier met muziek, zing en speelmuziek voor het lager beroepsonderwijs, door Ad Heerkens. - J. Muusses, Purmerend 1969; 3e ongewijzigde druk 1974. - (tal van Nederlandse liedjes en teksten, soms met daaraan toegevoegd bewerkingen veelal voor ritmische begeleiding)

(cf. Wij willen muziek, zing- en speelmuziek voor voortgezet onderwijs, door Ad Heerkens. - J. Muusses nv, Purmerend 1971. - (in deze publicatie bijna alleen buitenlandse liedjes en teksten, met bijgevoegde zettingen vaak ook voor instrumenten)
- Hoy, een lied! Een verzamelbundel van bijna 300 liederen, voorzien van didaktische aanwijzingen, samenstelling Thea en Nico Zaat; uitgave Stichting ter bevordering van de muzikale vorming, met medewerking van de Gehrels Vereniging, bureau Corvus 46, Hapert (1974, herziene en uitgebreide drukken 1977, 1978, 1980, 1981)
- Friesche Lust-hof, Beplant met verscheyde stichtelyke Minne-Liedekens / Gedichten / ende Boertige kluchten, door Ian Iansz. Starter (met bijgevoegde noten door Iaqves Vredeman), Amstelredam 1621. In 1974 opnieuw uitgegeven in facsimile, N.V. Buijten & Schipperheijn/Repro-Holland, Amsterdam
- Onze stemmen samen, 57 Teksten verzameld door Rie Schipper-Colpa. (uitgegeven door Werkgroep oud-ajc-kontakten ter gelegenheid van de Paasheuveldag 17 augustus 1986)
- De kist van Pierlala: straatliederen uit het geheugen van Nederland, red. L.P. Grijp en M. de Bruin (2006)

## Lp's/cd's met volksliedjes
- De jonge garde (lp, 1982), uitvoering door koor van oud-AJC-ers onder leiding van Renske Nieweg. Hierop 35 historische liedjes.[34]
- De kist van Pierlala (cd, 2004). Hierop worden 24 anoniem overgeleverde straatliederen vertolkt door bekende artiesten als Freek de Jonge en Maarten van Roozendaal.
- Kun je nog zingen, zing dan mee (lp, 1978; cd, 1999), door Wieteke van Dort en Willem Nijholt. Hierop staan 14 liedjes uit de liedbundel Kun je nog zingen.[35]